# 尉檦
尉檦（490年—559年6月10日），字长生，代人，代郡平城县（今山西省大同市）人，北魏、东魏、北齐官员。

## 生平
尉檦获高欢引荐为帐内都督，与高欢一起出兵太行山以东，很快加伏波将军，出任晋州镇城都督。中兴初年，尉檦出任平远将军、前军将军，封临泾伯，加安东将军、银青光禄大夫，进爵为临泾侯，很快出任第一领民酋长，代理显州刺史，又转任中山郡太守。尉檦又出任使持节、秦州诸军事、本将军、秦州刺史，很快出任河阳城镇城大都督，转任使持节、都督梁州诸军事、梁州刺史、当州大都督，又加抚军将军，转任晋州城大都督，加鼓吹。之后尉檦出任新城大都督，转任河阳五城大都督，加征西将军，进爵建义县公，又出任骠骑将军、转散公、开国子，食邑四百户，出任临川大都督。天保初年，尉檦出任卫大将军、仪同三司，别封武乡县开国子，食邑三百户，转任左卫将军，又改任鸿胪卿。不久尉檦出任仪同三师、光禄大夫。天保十年闰四月廿日（559年6月10日），尉檦在修义里私人住宅中去世，虚岁七十，齐文宣帝诏令赠予开府仪同三师、齐济瀛三州诸军事、瀛州刺史。天保十年十一月甲寅朔十九日壬申（560年1月2日）葬于邺城西南十八里野马岗东十里。太宁初年，北齐追赠尉檦司徒，追封海昌王。

## 家庭

### 祖父
- 尉某，北魏襄城庄公[1]

### 父亲
- 尉某，北魏骠骑文贞公[1]

### 夫人
- 王金姬，天保十年五月廿八日（559年7月18日）去世，虚岁六十四[1]

### 子女
- 尉相贵，北齐使持节、瓜州刺史、新除仪同三司、晋宁县开国子[1]
- 尉相愿，北齐伏波将军、始平县开国子[1]